# 今夜は…純烈
『今夜は…純烈』（こんやはじゅんれつ）は、2025年3月5日（4日深夜）から3月26日（25日深夜）まで、テレビ東京の「ドラマチューズ!」枠にて放送されたテレビドラマ。主演は純烈（酒井一圭、白川裕二郎、後上翔太、岩永洋昭）。
さまざまな葛藤を抱えたり試練に遭う主人公たちが純烈や彼らの歌に背中を押されて突き進んでいくオムニバスドラマ。

## キャスト
- 純烈（酒井一圭、白川裕二郎、後上翔太、岩永洋昭）
- 今林久弥[1]

### ゲスト

#### #丁寧な港区暮らし
峯田成美
演 - 川津明日香
ささやかでシンプルな生活を好み、こだわりが人一倍強い女性。
清水龍俊
演 - 井上想良
成美とは正反対の世界で生きており、ステータスにこだわって、すごいと言われるのが当然であると思っている男性。

#### 推しに我慢しない
長岡幸子
演 - 遊井亮子
雅史に純烈推しであることを隠している主婦。
長岡雅史
演 - 吉田ウーロン太
幸子の夫で、プロレス好き。

#### すご～い!お金が好き！
辰巳桃香
演 - 星乃夢奈
港区女子。
長岡大希
演 - 太田将熙
冴えない大学生。
春男
演 - 森下能幸
桃香のパパ活相手。

#### これはママチャリじゃないの!
松永政子
演 - 山崎紘菜
現在の自分に満足しているため、結婚や恋愛に興味がない女性。

#### 言葉にできない青春
田川夏帆
演 - 中村守里
酒井推しの女子高生。
貴島晴翔
演 - 池田匡志
イケメン転校生。プロレスオタク。
ジェイク・リー
演 - ジェイク・リー（本人役）
プロレスラー。

#### 人に笑ってとせがむ俺は笑っているのか
本宮春希
演 - 稲葉友
カメラマン。

#### 噛むのはどっちだ!?
静雄
演 - 前野朋哉
会社でも家でも自己主張の少ない男。
円香
演 - 知花くらら
静雄の学生時代のマドンナ。

## スタッフ
- 監督 - 森田亮、畑山創[1]
- 脚本 - 岸本鮎佳、竹村武司[1]
- 企画 - 北野篤（博報堂ケトル）[1]
- エンディングテーマ - 純烈「奇跡の恋の物語」（日本クラウン）[3]
- プロデューサー - 寺原洋平（テレビ東京）、正井彩夏（テレビ東京）、鈴木健太郎（エイベックス・フィルムレーベルズ）、梶原富治（ROBOT）、菊池実里（ROBOT）[1]
- 制作 - テレビ東京、エイベックス・フィルムレーベルズ[1]
- 制作プロダクション - ROBOT[1]
- 企画協力 - 坂岡功士（G-STAR.PRO）[1]
- 製作著作 - 「今夜は…純烈」製作委員会[1]

## 放送日程
| 各話 | 放送日  | サブタイトル                         | 脚本     | 監督   |
| ---- | ------- | ------------------------------------ | -------- | ------ |
| ep01 | 3月05日 | #丁寧な港区暮らし                    | 岸本鮎佳 | 森田亮 |
| ep02 | 3月12日 | 推しに我慢しない                     | 岸本鮎佳 | 森田亮 |
| ep03 | 3月12日 | すご～い!お金が好き!                 | 岸本鮎佳 | 畑山創 |
| ep04 | 3月19日 | これはママチャリじゃないの!          | 岸本鮎佳 | 森田亮 |
| ep05 | 3月19日 | 言葉にできない青春                   | 岸本鮎佳 | 畑山創 |
| ep06 | 3月26日 | 人に笑ってとせがむ俺は笑っているのか | 竹村武司 | 森田亮 |
| ep07 | 3月26日 | 噛むのはどっちだ!?                   | 竹村武司 | 森田亮 |

## 放送局
| 放送期間               | 放送時間                     | 放送局         | 対象地域       | 備考   |
| ---------------------- | ---------------------------- | -------------- | -------------- | ------ |
| 2025年3月5日 - 3月26日 | 水曜 0:30 - 1:00（火曜深夜） | テレビ東京     | 関東広域圏     | 製作局 |
|                        |                              | テレビ北海道   | 北海道         |        |
|                        |                              | テレビせとうち | 岡山県・香川県 |        |
|                        |                              | TVQ九州放送    | 福岡県         |        |
| 2025年3月8日 - 3月29日 | 土曜 2:00 - 2:30（金曜深夜） | テレビ大阪     | 大阪府         |        |

## ネット配信
| 配信開始月 | 配信サイト     | 配信料金     | 備考       |
| ---------- | -------------- | ------------ | ---------- |
| 2025年3月  | TVer           | 広告付き無料 | 見逃し配信 |
| 2025年3月  | ネットもテレ東 | 広告付き無料 | 見逃し配信 |
| 2025年3月  | Lemino         | 広告付き無料 | 見逃し配信 |
| 2025年3月  | U-NEXT         | 定額制有料   |            |
| 2025年3月  | Prime Video    | 定額制有料   |            |